# Chileense presidentsverkiezingen 1856
De Chileense presidentsverkiezingen van 1856 vonden op 18 september van dat jaar plaats. Bij deze verkiezingen werd zittend president Manuel Montt Torres herkozen.
| Kandidaat | Kandidaat | Kandidaat              | Partij | Partij              | Stemmen | Percentage |
| --------- | --------- | ---------------------- | ------ | ------------------- | ------- | ---------- |
|           |           | Manuel Montt Torres    |        | Partido Nacional    | 207     | 99,04%     |
|           |           | José Santiago Aldunate |        | Partido Conservador | 2       | 0,96%      |
| Totaal    | Totaal    | Totaal                 |        |                     | 216     | 100%       |

## Bron
- (es)  Elección Presidencial 1856